# Gare de Mionnay
Gare de Mionnay vasútállomás Franciaországban, Mionnay településen.

## Vasútvonalak
Az állomást az alábbi vasútvonalak érintik:
- Lyon-Saint-Clair-Bourg-en-Bresse-vasútvonal

## Kapcsolódó állomások
A vasútállomáshoz az alábbi állomások vannak a legközelebb:
- Gare des Échets
- Gare de Saint-André-de-Corcy
- Gare de Sathonay - Rillieux